# Bunker Group
Die Bunker Group ist die südlichste Inselgruppe des Great Barrier Reefs vor der Korallenmeerküste von Queensland, Australien. Weiter südlich liegt nur noch die Lady Elliott Island als südlichste Insel des Great Barrier Reefs, 83 Kilometer südlich der Bunker Group. Im Norden bzw. Nordwesten schließen sich die Riffe und Inseln der Capricorn Group an.
Es handelt sich um 4 Korallenriffe mit insgesamt fünf Cays (kleine und flache Koralleninseln). Die Inseln sind unterschiedlich groß und reichen von 4 Hektar (East Hoskyn Island) bis 37,5 Hektar (East Fairfax Island). Die Gesamtfläche aller Inseln beträgt 94 Hektar.
Hauptinsel, und nach East Fairfax Island die flächenmäßig zweitgrößte Insel, ist Lady Musgrave Island, die einen Leuchtturm hat.
Die Riffe und Inseln gehören zum Capricornia-Cays-Nationalpark.
Der Name der Inselgruppe geht zurück auf Captain Eber Bunker, der die Inseln 1803 besuchte.

## Riffe und Inseln
| |                |                            |                      |                                   |
| \| Riff \| Rifffläche km² \| Inseln \| Fläche der Inseln ha \| Koordinaten \| \| ------------------ \| -------------- \| -------------------------- \| -------------------- \| --------------------------------- \| \| Hoskyn Reef \| 10 \| East & West Hoskyn Island \| 16,5 \| 23° 48′ 18,0″ S, 152° 17′ 40,0″ O \| \| Fairfax Reef \| 10 \| East & West Fairfax Island \| 50,0 \| 23° 51′ 31,0″ S, 152° 22′ 18,0″ O \| \| Boult Reef \| 6 \| \| \| 23° 25′ 53,0″ S, 152° 02′ 20,0″ O \| \| Lady Musgrave Reef \| 10 \| Lady Musgrave Island \| 27,5 \| 23° 54′ 30,0″ S, 152° 23′ 39,0″ O \| \| Bunker Group \| 23 \| 5 Cays \| 94 \| 23° 51′ 32,0″ S, 152° 22′ 13,0″ O \| |                |                            |                      |                                   |
| Riff | Rifffläche km² | Inseln                     | Fläche der Inseln ha | Koordinaten                       |
| Hoskyn Reef | 10             | East & West Hoskyn Island  | 16,5                 | 23° 48′ 18,0″ S, 152° 17′ 40,0″ O |
| Fairfax Reef | 10             | East & West Fairfax Island | 50,0                 | 23° 51′ 31,0″ S, 152° 22′ 18,0″ O |
| Boult Reef | 6              |                            |                      | 23° 25′ 53,0″ S, 152° 02′ 20,0″ O |
| Lady Musgrave Reef | 10             | Lady Musgrave Island       | 27,5                 | 23° 54′ 30,0″ S, 152° 23′ 39,0″ O |
| Bunker Group | 23             | 5 Cays                     | 94                   | 23° 51′ 32,0″ S, 152° 22′ 13,0″ O |